# فلورين بارفو
فلورين كريستيان بارفو (بالرومانية: Florin Cristian Pârvu)؛ مواليد 2 أبريل 1975 في بلوييستي، رومانيا، هو لاعب كرة قدم روماني سابق في مركز الوسط الدفاعي، تحول بعد اعتزاله إلى مهنة التدريب والإدارة الفنية. أمضى مسيرة لاعبية امتدت نحو ستة عشر عامًا شملت أندية محلية وأجنبية (من بينها بترولول بلويشتي، نادي هينان جيانيي في الصين، دينامو بوخارست، أيل ليماسول في قبرص، أوتوبيني) وشارك مع المنتخب الوطني الروماني في مناسبتين رسميتين عام 2001.
بعد انتهاء مسيرته كلاعب، حيث اعتزل رسميًا 1 يوليو 2011، اتجه بارفو إلى التدريب والتأهيل الفني، وشغل مناصب مساعدة ثم قيادية (موجه فني وأول مدرّب) على مستوى الأندية والرابطة الشبابية؛ تضمنت محطاته تدريب فرق شبابية في الصين (نادي هينان جيانيي بين 2016 و2023) ثم توليه الإدارة الفنية لفريق بترولول بلويشتي في 8 فبراير 2023، قبل أن ينتقل لاحقًا إلى تدريب نادي فولنتاري (بالرومانية: FC Voluntari)، حيث تعين رسميًا في 12 مارس 2024.

## النشأة والبدايات
وُلِد فلورين بارفو في مدينة بلوييستي (بالرومانية: Ploiești) بمقاطعة براهوفا في رومانيا في 2 أبريل 1975. ويقارب طوله 1.84 مترًا.

### البدايات في الملاعب المحلية
نشأ بارفو كعاشق محلي لكرة القدم في منطقة بلوييستي، وظهر في صفوف الناشئين الشباب لنادي بترولول بلويشتي بالرومانية: Petrolul Ploiești، النادي الأبرز في مدينته، حيث استكمل مراحله الشبابية قبل الانتقال إلى اللعب مع فرق الدرجة الأدنى ثم الفريق الأول لِبترولول. تُثبت سجلات المواسم المبكرة تسجيله ضمن صفوف شباب بترولول ثم ظهوره مع فرق الدرجة الأولى والثانية خلال منتصف تسعينيات القرن العشرين. 
وفقًا للأرشيفات الموسمية، كانت المحطّة الأولى المدوَّنة في سجلاته الاحترافية مع نادي بتروليستول بولديستي في موسم 1994–1995، ثم عاد إلى صفوف بترولول بلويشتي حيث أُدرِج ضمن الفريق الأول في موسم 1995–1996. تُظهر إحصاءات الموسم ودفاتر المباريات أنّ بارفو خاض ظهوراته الأولى في دوري الدرجة الأولى الروماني (Divizia A/‏Liga I) خلال موسم 1995–1996. 

### الظهور الرسمي الأول في الدوري
توثّق سجلات دوري الرومانية أول مباراة رسمية له في الدرجة الأولى بتاريخ 23 سبتمبر 1995 عندما شارك بترولول بلويشتي ضدّ Inter Sibiu في إطار منافسات الدوري، وهي مرجعية مفيدة لتأريخ بداية نشاطه الاحترافي في أعلى مستويات المسابقة الوطنية. 

### سياق مبكر ومسارات احترافية مبكرة
خلال النِّصف الثاني من التسعينيات نَمَت خبرة بارفو الاحترافية سريعًا: سجّل انتقالات وتجارب خارج رومانيا فيما بعد (تضمنت دورتين في الصين مع فريق نادي هينان جيانيي في فترات أواخر التسعينيات وأوائل الألفية)، لكن فترات شبابه ونشأته الكروية ومُدنته الأم بلوييستي شكلتا الخلفية الأساسية التي انطلق منها إلى المسار الاحترافي. 

### مراحل النشأة والمواسم الأولى
| الموسم    | النادي                    | الدرجة/المنافسة           | الملاحظات                                                                      |
| --------- | ------------------------- | ------------------------- | ------------------------------------------------------------------------------ |
| 1994–1995 | بتروليستول بولديستي       | دوري محلي/درجة ثانية      | مدوَّن ضمن تشكيلة الموسم الأولى قبل الصعود إلى بترولول.                          |
| 1995–1996 | بترولول بلويشتي           | Divizia A (الدرجة الأولى) | بداية الظهور في الدوري الوطني؛ أول مباراة دوري: 23 سبتمبر 1995 ضد Inter Sibiu. |
| 1996–1998 | نادي هينان جيانيي (الصين) | الدوري الصيني             | أول تجربة احترافية خارج رومانيا.                                               |

### تعليقات معاصرة عن البدايات
في مناسبة تقديمه مدرّبًا لاحقًا لنادي بترولول أكدت تغطيات الصحافة الرومانية على أصوله المحلية في بلوييستي وعلى انطلاقه من أكاديمية بترولول، وهو ما استخدمته وسائل الإعلام عند تناول خبر تعيينه في فبراير 2023، كجزء من سرد مسيرته الطويلة من لاعب محلي إلى مدرّب ذي خبرة دولية جزئية. 

## المسيرة الاحترافية (لاعب)
وفق قواعد البيانات الاحترافية، امتدت مسيرة فلورين كريستيان بارفو الاحترافية من منتصف تسعينيات القرن العشرين وحتى عام 2011، واشتملت على مشاركات محلية رصينة في دوري الدرجة الأولى الروماني ودورات احترافية خارجية في الصين، الكويت، أوكرانيا وقبرص. فيما يلي سردٌ تحليلي متبوع بجدولٍ موسمي مفصّل قابل للفرز.

### نظرة عامة مختصرة
برز بارفو كلاعب وسط دفاعي يُجيد التحكّم الإيقاعي لخط الوسط والقطع الدفاعي والتمركز أمام خط المدافعين. قضى أطول فترات مسيرته مع نادي بترولول بلويشتي (النادي المحلي في مسقط رأسه)، وانتقل لاحقًا إلى دينامو بوخارست حيث سجّل مشاركات بارزة ضمن تشكيلة حقبة أوائل الألفية، ما تَمثّل بالمشاركة في بطولات أوروبية مع دينامو موسم 2001–2002. كما خاض فترات احترافٍ خارجية مع نادي هينان جيانيي (الصين)، الجهراء (الكويت)، Stal Alchevsk (أوكرانيا) وAEL Limassol (قبرص). المصادر الإحصائية تُظهر إجمالي مباريات في الدرجة الأولى الرومانية بنحو 180 مباراة مع 16 هدفًا خلال مشواره، إضافةً إلى مشاركاتٍ في دوريات أجنبية. 

### محطات انتقالية بارزة
- الانطلاق من بترولول بلويشتي: نشأته وتربيته الكروية كانت في أكاديمية بترولول، حيث عاد في مراحلٍ متعدّدة طوال مسيرته كلاعب أساسي في فترات أواخر التسعينيات وبداية الألفية. [28]
- الانتقال إلى دينامو بوخارست (2001–2003): انتدابه إلى دينامو مثّل قفزةً احترافية، وشارك مع الفريق في الدوري المحلي والمسابقات الأوروبية موسم 2001–2002. سجّل مع دينامو مشاركاتٍ عددية ملحوظة (حوالي 39 مباراة إجمالية خلال فترة 2001–2003 بحسب سجلات Transfermarkt وFBref). [29][30]
- تجارب خارجية: لعب بارفو في الدوري الصيني مع نادي هينان جيانيي، كما أمضى وقتًا قصيرًا في الكويت مع الجهراء، وحظي بفترة في أوكرانيا مع Stal Alchevsk ثم في قبرص مع AEL Limassol. هذه المحطات موثقة في سجلات المواسم وقواعد البيانات الدولية. [31][32]

### جدول المسيرة الموسمية
| الموسم        | النادي                            | الدوري / الدرجة           | المباريات الرسمية                                                      | الأهداف | ملاحظات ومراجع |
| ------------- | --------------------------------- | ------------------------- | ---------------------------------------------------------------------- | --- | --- |
| 1994–1995     | بتروليستول بولديستي               | منافسات محلية (درجة أدنى) | 11                                                                     | — | موثّق في أرشيف RomanianSoccer (تسجيل البداية الاحترافية).                                                                  |
| 1995–1996     | بترولول بلويشتي                   | Divizia A / Liga I        | 14                                                                     | 1 | أول ظهور في الدرجة الأولى؛ أول مباراة دوري مسجّلة: 23 سبتمبر 1995 (بترولول–Inter Sibiu).                                   |
| 1996–1997     | بترولول بلويشتي / هينان (الصين)   | Liga I / الدوري الصيني    | بترولول: 1 (0) ; هينان: 5                                              | 0 (بترولول) ; 0 (هينان) | موسم انتقالي قسّم بين الوجود المحلي والزّيارة الأولى للصين؛ الأرقام الموسمية مرجعة في RomanianSoccer.                       |
| 1997–1998     | نادي هينان جيانيي (الصين)         | الدوري الصيني             | 11                                                                     | 0 | موسم تامّ مع نادي هينان جيانيي وفق السجلات الموسمية.                                                                       |
| 1998–1999     | بترولول بلويشتي                   | Liga I                    | 16                                                                     | 3 | عودة إلى بترولول وأسهم بتسجيل 3 أهداف في البطولة ذلك الموسم.                                                              |
| 1999–2000     | بترولول بلويشتي                   | Liga I                    | 32                                                                     | 7 | موسم متميز من حيث الإنتاج الهجومي النسبي للاعب الوسط الدفاعي؛ سجل 7 أهداف في مختلف المسابقات المحلية.                     |
| 2000–2001     | بترولول بلويشتي                   | Liga I                    | 28                                                                     | 3 | استمرار ثباته مع الفريق قبل الانتقال المرتقب إلى دينامو.                                                                  |
| 2001–2002     | دينامو بوخارست                    | Liga I                    | 20                                                                     | 1 | انضمام إلى دينامو؛ مشاركته أتاحت له اللعب في المسابقات الأوروبية (UEFA Cup) موسم 2001–2002.                               |
| 2002–2003     | دينامو بوخارست                    | Liga I                    | 19                                                                     | 0 | واصل التواجد مع دينامو قبل الانطلاق إلى تجربةٍ قصيرة في الخارج.                                                            |
| 2003          | نادي الجهراء (الكويت)             | دوري الكويت الممتاز       | 8                                                                      | — | انتقال قصير إلى الدوري الكويتي مع الجهراء، موثق في سجلات RomanianSoccer وTransfermarkt كدورة احترافية خارج رومانيا.       |
| 2004 (spring) | نادي هينان جيانيي (الصين)         | الدوري الصيني             | 13                                                                     | 4 | عودة مسجلة له إلى نادي هينان جيانيي حيث سجّل 4 أهداف بحسب ملخّصات قاعدة البيانات (China League One).                        |
| 2004–2005     | FC Brașov / Universitatea Craiova | Liga I                    | Brașov: 14 (0) ; Craiova: 8 (1)                                        | — | فصلٌ انتقالي شارك فيه مع ناديي براشوف وكرايوفا خلال موسم واحد.                                                             |
| 2005–2006     | Stal Alchevsk (أوكرانيا)          | Vyscha Liha (Ukraine)     | 23                                                                     | 0 | تجربةٌ في الدولة الأوكرانية مع نادي Stal Alchevsk، موثّقة في RomanianSoccer وFootballDatabase.                              |
| 2006–2007     | AEL Limassol (قبرص)               | Cyprus First Division     | 23                                                                     | 0 | موسم كامل في الدوري القبرصي مع AEL Limassol (موسم 2006–2007 وفق القواعد).                                                 |
| 2007–2008     | بترولول بلويشتي / CS Otopeni      | Liga II / Liga I          | بترولول (Liga II): 15 (1) ; Otopeni (Liga II/Promotion cycles): 11 (1) | — | عودة وطنية مجدّدة وتناوب بين بترولول وCS Otopeni خلال الموسم.                                                              |
| 2008–2009     | CS Otopeni                        | Liga I                    | 28                                                                     | 0 | موسم كامل في الدرجة الأولى مع Otopeni؛ مسجّل انتهاء مبارياته الرسمية العليا في 10 يونيو 2009 (CS Otopeni–Farul Constanţa). |
| 2009–2010     | CS Otopeni                        | Liga II                   | 26                                                                     | 3 | استمر مع Otopeni في دوري الدرجة الثانية وقدم أداءً ثابتًا قبل الانتقال إلى أندية الدرجة الأدنى.                             |
| 2010–2011     | Chimia Brazi / Gaz Metan Severin  | دوريات وانشطة محلية       | Chimia: مسجّلة (مشارك) ; Gaz Metan Severin: 12 (0)                      | موسمان أخيران اختتما بهما مسيرته الاحترافية قبل الإعلان عن الاعتزال في 1 يوليو 2011 (تاريخ التقاعد موثّق في Transfermarkt). | |

### جمع وتوثيق إحصائي مُجمّل
- المباريات في الدرجة الأولى (Liga I / Divizia A): نحو 180 مباراة مع حوالى 16 هدفاً بحسب ملخّص RomanianSoccer (يشمل مواسم بترولول وDinamo وBrașov وCraiova وOtopeni). [57]
- المباريات خارج رومانيا (الصين، الكويت، أوكرانيا، قبرص): موثّقة في تقارير المواسم وقواعد البيانات: مثلاً الدوري الصيني (13 مباراة، 4 أهداف في موسم 2004 حسب FootballDatabase)؛ وVyscha Liha (23 مباراة مع Stal Alchevsk). [58]

## المسيرة الدولية وتأثير الاحتراف الخارجي

### المباريات الدولية مع منتخب رومانيا
سجَّل فلورين كريستيان بارفو ظهورهَين رسميَّين مع المنتخب الوطني الروماني في عام 2001، ولم يُسجَّل له أي هدف دولي خلال هذه الظهورَين. تُعدُّ هاتان المباراتان القمةَ الحقيقية لظهوره على المستوى الدولي، وقد وردتا مُسجَّلتين في أرشيفات قواعد البيانات المتخصِّصة. 

#### 1) سلوفينيا — رومانيا (صداقة دولية)، 15 أغسطس 2001
أُقيمت المباراة الوديّة بين سلوفينيا ورومانيا في 15 أغسطس 2001، وانتهت بالتعادل 2–2. تُظهر سجلات المبارة ومواقع أرشيف المباريات أنّ اللقاء أقيم في ملعب Centralni Stadion Bežigrad (ليوبليانا) وأن نتائج المباراة تُسجَّل رسمياً في دفاتر الاتحاد الدولي والاتحادات القارية، وأن بارفو كان أحد اللاعبين المُستدعاة لتلك المواجهة الودية. دخول بارفو إلى تشكيلة المنتخب في تلك المباراة اعتُبر تتويجاً لآدائه الموسمي مع أندية الدرجة الأولى آنذاك، وقد ذُكرت المباراة على أنها أول ظهور دولي له. 

#### 2) رومانيا — جورجيا (تصفيات كأس العالم 2002)، 6 أكتوبر 2001
المباراة الثانية التي ظهر فيها بارفو مع المنتخب كانت في تصفيات كأس العالم 2002، عندما تعادلت رومانيا مع جورجيا بنتيجة 1–1 في 6 أكتوبر 2001، ضمن منافسات المجموعة المؤهِّلة. المسابقات الرسمية مثل تصفيات كأس العالم تُعَدُّ من أعلى مستويات المنافسة الدولية، ومشاركة لاعب في مثل هذه المباريات تعكس ثقة الجهاز الفني. سجلت قواعد البيانات الرسمية ظهور بارفو في هذه المباراة التي جمعت منتخب بلاده بمنتخب جورجيا على ملعب ستاديونول ستياوا في بوخارست، تحت إدراجات بطولات FIFA/UEFA وأرشيفات المباريات. 

#### دلالة الظهورَين
رغم قصر فترة تواجده مع المنتخب (مباراتان رسميتان عام 2001)، فإن المشاركة في مباراة ودية دولية ومباراة رسمية بتصفيات كأس العالم تُعَدُّ مؤشراتَ قيمة على مستوى لاعبٍ وصل لدرجة يُنظر فيها إليه كخيارٍ فني على الساحة الوطنية آنذاك. توثيقُ تلك الظهورَات متوافق بين قواعد بيانات مثل RomanianSoccer وTransfermarkt وFootballDatabase، ما يمنحها مستوى ثبَاتٍ إحصائيًا مناسبًا. 

### الاحتراف الخارجي وتأثيره على المسيرة والسمعة

#### محطات الاحتراف خارج رومانيا
على امتداد مسيرته تبوأ بارفو عدة تجارب احترافية خارج حدود رومانيا، لعلّ أبرزها:
- الصين (نادي هينان جيانيي) — خاض فترات متعددة مع نادي هينان جيانيي؛ سجلات قواعد البيانات تشير إلى وجوده في صفوف الفريق بين أواخر التسعينيات وأوائل الألفية، وموسماً لاحقًا في 2004 سجَّل مشاركات (مثل موسم 2004: 13 مباراة، 4 أهداف بحسب FootballDatabase).[67][68]
- الكويت (نادي الجهراء) — انتدب إلى دوري الكويت الممتاز مع نادي الجهراء موسم 2003/2004 وفقًا لقوائم التشكيلات والأرشفات (تُسجَّل مشاركته في إطار الكادر الأجنبي للفريق).[69][70]
- أوكرانيا (Stal Alchevsk) — موسم 2005–2006 سجَّل مشاركة مع نادي Stal Alchevsk في المسابقات الأوكرانية، وهو موثَّق في سجلات FootballDatabase وRomanianSoccer. [71]
- قبرص (AEL Limassol) — أمضى موسمًا كاملاً مع AEL Limassol في الدوري القبرصي موسم 2006–2007 وفقًا لقواعد البيانات. [72]

#### كيف أثّر الاحتراف الخارجي في مسيرته وسمعته؟
1. توسيع التجربة التكتيكية والمهنيّة:
الانتقال إلى دوريات وبيئات لعب مختلفة (الصين، الكويت، أوكرانيا، قبرص) أتاح لبارفو اختبار أنماط تكتيكية وأساليب تدريب متنوعة، وهو ما يعكسه لاحقًا توجُّهه نحو الأدوار التدريبية والأكاديمية (لا سيما عمله المتكرر مع أكاديمية ونظام «نادي هينان جيانيي» في الصين لاحقًا كمدرِّب شباب). المصادر التي تُوثق عمله في الصين تشير صراحة إلى أن بارفو أمضى فترات عدة في تدريب شباب نادي هينان جيانيي وبدّلت خبراته من لاعب إلى مكوّنٍ فنيّ. 
2. زيادة الملحوظية المهنية والإداريات المحلية:
عودة بارفو إلى رومانيا بعد سنواتٍ من الاحتراف الخارجي ضمنت له ثِقلاً مُفيدًا عند ترشُّحه لمناصب تدريبية قيادية؛ فعند تقديمه مدربًا رسميًا لنادي بترولول بلويشتي عام 2023 ذُكرت مسيرته الاحترافية الخارجية ضمن بيان النادي والتغطية الصحفية كحافزٍ ومبرّرٍ للثقة الممنوحة له من إدارة النادي، مما يدلّ على أن تجاربه السابقة خارج البلاد أعطته «بروفايل» مؤسّساتيًّا إيجابيًا في السوق المحلي. 
3. بناء مسارٍ تدريبيّ متعدد الثقافات:
تجربته اللاّعِبية في دولٍ مختلفة سهّلت عليه لاحقًا التكيُّف مع مهام تدريبية في بيئات بعيدة (خاصة في الصين حيث عمل في برامج تدريب الناشئين لسنوات، كما وثّقته وكالة Xinhua)، ومن ثمّ جعلت منه مرشحًا مناسبًا للأدوار التي تحتاج خبرةً توازِن بين المعرفة الأوروبية وفهم المنظومات الآسيوية. هذا التداخل بين خبرة اللعب والخبرة التدريبية الدولية يُعدُّ عاملاً في ترسيخ سمعته كمدرّب قادر على إدارة برامج تطوير لاعبين شباب في سياقات متباينة. 
4. الاعتراف الإعلامي المحلي والدولي:
تغطيات الصحافة الرومانية عند تعيينه في مناصب إداريّة وتدريبية استشهدت بخبراته الخارجية كعامل مُعزّز للمؤهلات؛ وقد وثّقت بيانات الأندية (مثل نادي بترولول) والوكالات الإعلامية المحلية هذه النقطة مرارًا عند الإعلان عن تعيينه أو شكره عند انتهاء مهامه. هذا النوع من التوثيق يُظهر كيف أنّ الاحتراف الخارجي لا يقتصر على زيادة الراتب فقط، بل يمتدّ إلى قيمةٍ معرفية ومهارية تُترجم لاحقًا إلى فرص تدريبية وإدارية. 

#### استنتاج المسيرة
رغم أن سجل بارفو الدولي مع منتخب رومانيا محدود (مُباراتان رسميتان في 2001)، فإنّ فترات احترافه في عدة دول أسهمت في بناء رصيد خبراتيّ موقَّر، مَنحَه إنصافًا لدى الأندية الرومانية عند الترشيح لمهام تدريبية قيادية لاحقة، وساهمت أيضاً في تهيئته للعمل في مشاريع تطوير شبابٍ خارج أوروبا (مِنها تجاربه المطوَّلة في نادي هينان جيانيي بالصين). بهذا المنحى، تُقرأ مسيرة بارفو على أنّها نموذجٌ للاعبٍ حقق وجودًا محليًا قويًا ثم وظَّفه لاحقًا في مسيرة تدريبية ذات طابع دولي/أكاديميّ. 

## أسلوب اللعب والصفات التكتيكية

### لمحة عامة
ظهر فلورين كريستيان بارفو طوال مسيرته كلاعب في مركز الوسط الدفاعي (مُحور)؛ هذا التعيين الوظيفي يظهره بوضوح ملفّه الإحصائي والوظيفي في قواعد البيانات المختصة، ويُوضَع أسلوبه كلاعب في إطار لاعبي الوسط الدفاعي التقليديين الذين يُركِّزون على استرداد الكرة وتنظيم الإيقاع الدفاعي قبل الانخراط الهجومي. بعد الانتقال إلى التدريب طوّر بارفو فلسفة تكتيكية تميل إلى التنظيم الدفاعي والتوازن التكتيكي بين الأدوار الدفاعية والهجومية، مع ميلٍ مذكور في قواعد بيانات المدربين إلى الاعتماد على منظومةٍ ذات ثلاثة لاعبي وسط وبالغين في الأجنحة (تُترجم أحيانًا بصيغتي 5–3–2 أو 3–5–2). 

### أسلوبه كلاعب وسط دفاعي (الصفات الفنية والمهارية)
- المهمة الأساسية.*

كان الدور الأساسي لبارفو كلاعب يتمحور حول حماية خط الدفاع والقيام بواجبات تنظيفية أمام منطقة الجزاء، وتوزيع الكرة إلى اللاعبين الأكثر انطلاقًا على الأطراف أو لاعبي الارتكاز المتقدمين؛ وقد سجّلت قواعد البيانات عدّة مواسم يُدرج فيها كمهاجم دفاعي أو «Defensive Midfield»، ما ينسجم مع مقاييسه البدنية (طول يقارب 1.84 م) التي تُعطيه أفضلية في المواجهات الهوائية والالتحامات الثابتة. 
- نقاط القوة (كلاعب).*

1. التمركز والقراءة التكتيكية: تقارير المباريات وسجلات الأداء الموسمي تشير إلى اعتماده على التمركز الجيد أمام خط الدفاع، ما ساعده على مقاطعة الهجمات وبناء التحولات من الدفاع إلى الوسط. [85]
2. القدرة الهوائية والصلابة البدنية: طول اللاعب ومشاركاته في أدوار دفاعية أفادته في الكرات الثابتة والمواجهات الثنائية. سجّل بارفو في مواسم معيّنة نسب أهداف أعلى من المعتاد بالنسبة لموقعه (مثلاً موسم 1999–2000 سجّل 7 أهداف في المسابقات الرسمية)، وهو ما يدلّ على مساهمة هجومية من وضعيات ثابتة أو انطلاقات من العمق. [86]

- نقاط الضعف (كلاعب).*

1. ليس لاعبًا صانع ألعاب مطلقًا: الأرقام الموسمية تُظهر أنّ دوره لم يكن في صناعة اللعب المتقدمة أو تسجيل الأهداف بكثافة مقارنة باللاعبين الهجوميين في الوسط؛ لذلك فإنّه غالبًا ما كان يُوظَّف لإغلاق المساحات أكثر من خلق الفرص. هذا الوصف يستند إلى القيمة العددية الإجمالية لهدفه (حوالي 25 هدفًا طوال المسيرة) ومعدّل الأهداف بالنسبة لطول المهنة. [87]

- دور اللعب التكتيكي.*

في الأنظمة التي لعبها كان يُكلف بمهمّات مزدوجة: (1) تعطيل اللعب الخصم عند نقاط الانطلاق في منتصف الملعب، و(2) تمرير الكرة بسرعة إلى الأطراف أو إلى لاعب وسطٍ أكثر تقدمًا لإطلاق الهجوم المرتدّ. هذا النمط يطابق تعريفات الوسط الدفاعي الحديث لكنه يميل لدى بارفو إلى الطابع التقليدي النظمي (أولوية على الجانب الدفاعي أكثر من التحولات الهجومية المعقّدة). 

### أسلوبه التكتيكي كمدرّب (السمات الرئيسية)
المرتكزات العامة
عند تحوّله إلى مدرّب، بنى بارفو فلسفة عملية تميل إلى الصلابة الدفاعية والتنظيم الجماعي؛ هذا الأمر انعكس في البيانات الإحصائية لفترات قيادته (نسب نتائج متوازنة في بترولول) وفي توصيف الصحافة المحلية لطريقة لعب فرقٍ قادها (ملاحظة جماعية: أسلوبٌ عملي يفضّل نتائج الاستقرار على المجازفة الكبيرة). 
المنظومة المفضلة والمرونة التكوينية
تُدخل قواعد بيانات المدربين وصفًا اختياريًا للتشكيلة المفضّلة لدى بارفو بأنها 5–3–2 (أو ما يُترجم تقنياً إلى 3–5–2 اعتمادًا على أسلوب الضغط وتقدّم الأجنحة)، ما يعني اعتمادًا على تموضع ثلاثة قلب دفاع ثابتين مع ظهيرَي جناح يتحرّكان طوليًا لتغذية العرضين. هذه الصيغة تمنح الفريق صلابة في العمق وتحالفًا عدديًا في منطقة الوسط. مع ذلك، أظهرت تحليلات المباريات وبيانات الأندية أنّ بارفو قادر على ضبط شكل الفريق وفق المنافس (التحوّل إلى 4–3–3 أو 4–2–3–1 في حالات تتطلب إسناد هجومٍ أكبر). 
التركيز على البنية الوسطى والانتقالات الدفاعية
يُعرَف عن فرق بارفو أنها تَحْرص على الالتحام المبكر في خط الوسط، إعاقة تمريرات العمق، وإجبار المنافس على لعب الكرة عبر العرض. هذا السلوك يظهر بوضوح في مباريات بترولول تحت قيادته، حيث ركّز المدرب على خلق طبقة مزدوجة في وسط الملعب (ثلاثة لاعبين مُتمركزين مع مساندتين عرضيتين) تُسهِم في الاحتفاظ بالكرة ومساندة الدفاع. تقارير المباريات رصدت كذلك ميله لاستخدام تبديلاتٍ تكتيكيّة لإغلاق المساحات في آخر ربع ساعة من المباراة. 
التركيز على تطوير الشباب والتنظيم الفني للأكاديميات
تجربة بارفو الطويلة في الصين مع أكاديمية نادي هينان جيانيي (تدريب فئات U19/U21) منحته أُطرًا منهجية لتطوير لاعبين شباب، وقد صرحت تقارير Xinhua والنوادي أنّه ركّز في تلك الفترة على العمل الفني الفردي وتكامل التمرين الجماعي كأساسٍ لبناء لاعبين قادرين على الانضمام للفريق الأول. هذا الجانب ينعكس فيما بعد في توظيفه للاعبين شباب داخل تشكيلات بترولول وفولنتاري. 
العمل على الكرات الثابتة والترتيبات الدفاعية
تقاريرُ المباريات التي تابعته تُشير إلى اهتمام بارفو بتجزئة المنظومة الدفاعية أثناء الكرات الثابتة (تعيين لاعبين ذوي حضور جسدي أمام المرمى، ومراعاة إغلاق مسارات التسديد القوية)، ما يتوافق مع خلفيته كلاعب متوسط الطول والصناعة البدنية التي كانت تُستخدم سابقًا في مثل هذه الحالات. يُستدلّ على ذلك من ملاحظات المدرب بعد مبارياتٍ مختارة ومن تحليلات الصحافة المحلية. 

### المزايا التكتيكية والحدود العملية
مزايا تطبيقية
1. صلابة دفاعية منظمة: النظام الذي يُفضّله يمنح الفريق تماسكًا أمام الفرق التي تعتمد على الهجمات المركزية؛
2. قدرة على استيعاب لاعبي فئات الشباب: العمل في الأكاديمية أكسبه أدوات لدمج ناشئين دون تأثر أدائي فوري كبير؛
3. مرونة تغيير الشكل التكتيكي: ملفّاته تُظهر أنه لا يتقيد بشكل واحد «قَالب» بل يُحرِّك تشكيلته بحسب العدو والمهمّة؛ هذا ثابت في تعديلات تشكيل بترولول خلال الموسم. [98][99]

حدود وقيود عملية
1. ميل إلى الحلول المحافظة في المواجهات الكبيرة: تحليلات المباريات أحيانًا وصفت فلسفته بالـ«حذرة» في مواجهة فرق الصف الأول، وهو ما قد يقلّل فرص الهجوم المفتوح؛ هذا النهج قد يُعطي نتائج متوازنة لكنه قد يُحدُّ من إنتاجية الهجوم عالية المخاطر. [100]
2. اعتماد على انضباط لاعبيه في الأدوار الدفاعية: أي فريقٍ يتبنّى منظومة 5–3–2 يحتاج لاعبين قريبين تقنيًا من معيار المدرب؛ غياب هذا التوافق قد يقلّل من فعالية التشكيلة، ولذلك اعتمد بارفو غالبًا على مزج لاعبين ذوي خبرة وشبانَ لديه ثقةٌ بإمكاناتهم عبر الأكاديميات. [101]

### خلاصة تحليلية مبسَّطة
يمكن إجمال أسلوب فلورين بارفو بأنّه «براغماتي» دفاعيًّا مع ميولٍ لتنظيم الوسط وتحصين منطقة الجزاء، ويستفيد من خلفيته كلاعب وسط دفاعي ومن خبرته في تدريب الفئات السنية لتوظيف لاعبين شباب في تشكيلاتٍ متزنة. تفضيله الفني المسجّل (5–3–2) يعكس هذه الرؤية، مع مرونة تكتيكية تعتمدها المباريات والخطط حسب المنافس. المصادر الإحصائية والتحليلية تدعم قراءةً تفصيلية مفادها أن بارفو مدرّب يَميل إلى الحلول التي تُقلّل المخاطر التكتيكية وتزيد من فرص الحفاظ على نتيجة متوازنة. 

## الانتقال إلى التدريب والسجل التّدريبي

### مدخل عام
بعد انتهاء مسيرته الاحترافية لاعبًا (الاعتزال الرسمي في 2011)، انتقل فلورين كريستيان بارفو تدريجيًا إلى مسارٍ تدريبيّ وإداريّ جمع بين العمل كمساعد فنيّ داخل أندية رومانية وتجارب قيادة كمدرّب رئيسي في أندية المحافِظات الدنيا، وصولًا إلى عمله طويل الأمد في برامج تطوير الناشئين في الصين، ثم عودته إلى منصب المدرب الرئيسي في أندية رصيدها تاريخي محلي (بترولول بلويشتي) وتعيينه لاحقًا في FC فولنتاري. المصادر الصحفية والبيانات الرسمية للأندية توثق هذا المسار وتفصّله موسمًا بموسم. 

### البدايات كمدرّب ومهمّات المساعد (2011–2014)
مع انتهاء مسيرته في الملعب انتُدَب بارفو للعمل مساعدًا فنيًا في جهاز CS Turnu Severin (Gaz Metan Severin) خلال 2011، وتولّى المهمّة بشكل مؤقّت (caretaker/interim) بعد إقالة المدرب الأساسي قبل أن يُستقدم خلفه مارين بوندريا. ثم شغر مناصب مساعد في أطرٍ فنية محلية أخرى، وعاد لاحقًا ليتولّى قيادةً كاملة كمدرّب رئيسيّ في أندية الدرجة الأدنى داخل مقاطعة براهوفا، من أبرزها Conpet Ploiești (2012–2014)، حيث سجلت له تغطيات محلية بداية مرحلة تدريب اللاعبين الشباب وصقل مهاراته التدريبية القيادية في المسابقات الوطنية الأدنى. 

### العمل في الصين (نادي هينان جيانيي) — تطوير الناشئين (2016–2023)
بعد مجموعة من الخبرات المحلية اتّجه بارفو إلى الصين، حيث عمل لسنواتٍ في مشاريع تطوير ناشئي نادي هينان جيانيي، إذ تولّى تدريبات الفِرق السنيّة (U19 وU21) والإشراف الفني على الفريق الثاني، وذلك على فترات متقطعة امتدت عبر أواخر العقد الثاني من الألفية الثانية وحتى أوائل العقد الثالث، وفق سجلات قواعد البيانات ولقاءات مع وسائل إعلام صينية تُبرز دوره في تعليم كرة القدم لطلبة مدارس ومراكز أكاديمية في مقاطعة خنان. تجربة بارفو في نادي هينان جيانيي أعطته خبرة عملية في قنوات تدريب الأطفال والمراهقين وعمليات بناء اللاعبين التقنيّة والتكتيكية في بيئةٍ آسيوية مختلفة، وهو ما استُلهم منه لاحقًا عند عودته إلى أوروبا وتقديمه كمرشحٍ تدريبيّ ذي خبرةٍ دولية. 

### العودة إلى المشهد الروماني: تعيينه مدرّبًا رئيسيًا في بترولول بلويشتي (2023–2024)
في 8 فبراير 2023 أعلنت إدارة نادي بترولول بلويشتي رسميًا تعيين فلورين بارفو مدرّبًا رئيسيًا للفريق، وهي خطوةُ عُدَّت عودةً رمزية للاعب السابق الذي نشأ في أكاديمية النادي. إعلان النادي تضمن عرضًا لمسيرته التدريبية وخبرة العمل في الصين، وغطّته وسائل الإعلام الرياضية المحلية كـProSport وEurosport. 

#### أداءه وإحصاءات الفترة
أصدرت إدارة بترولول لاحقًا بيانًا تلخّص فيه حصيلة عمله على رأس الفريق: خلال فترة ولايته قاد الفريق في 48 مباراة رسمية (45 مباراة في الدوري المحلي و3 في كأس رومانيا)، محقّقًا توازنًا لافتًا 16 فوزًا، 16 تعادلاً، و16 هزيمة؛ يُنقل هذا البيان عن صفحة النادي الرسميّة عند إنهاء التعاقد. النسبة والتوازن المتساوي بين الفوز والتعادل والخسارة لقيت تحليلات متباينة في الصحافة المحلية، واعتُبر أداءً يُظهر استقرارًا نسبيًا مع تذبذبٍ في النتائج التي دفعَت الإدارة إلى إعادة تقييم الوضع في مطلع 2024. 

### انتقاله إلى نادي فولنتاري (مارس 2024)
في 12 مارس 2024 وقّع بارفو عقدًا مع نادي فولنتاري لتولي قيادة الفريق، وقد نُشِرَ خبر التوقيع في الموقع الرسمي لنادي فولنتاري وكذلك غطته منصات إعلامية رياضية رومانية مرموقة كـDigiSport وProsport. وابتداءً من تاريخ التعاقد قاد الفريق في مباراتٍ ضمن منافسات موسم 2023–24، وسُجّلت له في تلك الفترة نتائج مختلطة أُبرزتها قواعد البيانات المهنية مثل Transfermarkt (عدد المباريات ونسب الفوز/التعادل/الخسارة لفترة مارس–يونيو 2024). 

### أسلوبه التّدريبي وفلسفته المهنية
تظهر تغطيات المقابلات الصحفية وتصريحات الناديين ميلًا لدى بارفو إلى البنية الدفاعية المرنة مع اعتمادٍ على تنظيمٍ محكم لخط الوسط (تكويناتٍ أميل إليها مثل 5–3–2 أو 3–5–2 في فتراتٍ من المباريات)، واعتماده على البناء الشابّ والمخلوط بين عناصر محلية وأجانب وفق ما أوردته متابعة مبارياته كمدرّبٍ في بترولول وفولنتاري. كما أفادت تقاريرٌ إعلامية أنّ خبرته في تطوير الناشئين في الصين انعكست على اهتمامه بالجانب التكتيكي للفئات السنية وبتكامل البنية الفنية داخل النوادي التي تولّاها. 

### السجل التدريبي
| الفترة                      | النادي / الدور                                           | المباريات الرسمية (تقريبية)       | الفوز | التعادل | الخسارة | نسبة الفوز (٪) | مراجع                                                             |
| --------------------------- | -------------------------------------------------------- | --------------------------------- | ----- | ------- | ------- | -------------- | ----------------------------------------------------------------- |
| 2011                        | CS Turnu Severin                                         | (مساعد / caretaker)               | —     | —       | —       | —              | Transfermarkt; club archives / صحافة محلية.                       |
| 2012–2014                   | Conpet Ploiești (المدرّب الرئيسي)                         | مواسم دوري الدرجة الثالثة المحلية | —     | —       | —       | —              | Prosport (انتدابه لقيادة Conpet 2013).                            |
| 2014 (فترة)                 | بترولول بلويشتي (مدرّب ثانٍ)                               | (مساعد فنيّ)                       | —     | —       | —       | —              | تقارير نادي بترولول ووسائل الإعلام المحلية.                       |
| 2016–2023                   | نادي هينان جيانيي (U19 / U21 / فريق ثانٍ — مشروعات تطوير) | برامج أكاديمية (عدّة مواسم)        | —     | —       | —       | —              | Xinhua; Transfermarkt; FootballDatabase (about Henan youth work). |
| 2023–2024                   | بترولول بلويشتي (المدرّب الرئيسي)                         | 48                                | 16    | 16      | 16      | 33.3           | بيان نادي بترولول (خلاصة النتائج).                                |
| 2024 (بدءًا من 12 مارس 2024) | نادي فولنتاري (المدرّب الرئيسي)                           | 11 (فترة 12.03.2024–05.06.2024)   | 3     | 4       | 4       | 27.3           | Transfermarkt / FC Voluntari official; تقارير DigiSport.          |

### أثر التجارب التدريبية على مسار بارفو العامّ
تُجمع التقارير الصحافية الرسمية على أنّ تنقّله بين أطرٍ تدريبية محلية وأكاديمية دولية (خاصةً في الصين) منح بارفو ملفًّا مهنيًا متنوّعًا: من جهة، أثبتت التجربة قدرته على إدارة فرق شابّة وبناء عناصر تكتيكية على مستوى الفئات السنيّة؛ ومن جهةٍ أخرى، كانت مهمّته كمدرّبٍ لفريقٍ أولٍ (بترولول) اختبارًا لمدى قابلية تطبيق مناهجه في دوري النخبة المحلية. قراءَةُ وسائل الإعلام المحلية وتوثيق الأندية يبيّنان أنّ هذا المزيج من الخبرات هو السبب الرئيس في اعتباره مرشحًا لإدارة أنديةٍ أكبر بعد عودته من الصين. 

### تلخيص
يمكن اختصار أثر مرحلتي اللعب والاحتراف الخارجي والانتقال إلى التدريب بأنّ فلورين بارفو مثّل نموذجًا شائعًا للاعبٍ محليّ يُحوّل خبرات اللعب إلى مسارٍ تدريبيّ متدرِّج؛ خبرته في تطوير الناشئين في الصين ثمّ قيادة فرقٍ أولى في رومانيا تُشكّل معًا سجلًا تدريبيًا متنوّعًا مكنه من شغل مناصبٍ قيادية في الأطر المحلية. تفصيل المباريات والإحصاءات لكل موسمٍ تدريبيّ متاح عبر قواعد البيانات المذكورة أعلاه، ويمكن توسيع الجدول الموسّع match-by-match عند الطلب مع روابط لكل مباراة رسمية. 

## سجل المدير الفني
فلورين بارفو انتقل إلى التدريب فور انتهاء مسيرته كلاعب (اعتزاله رسميًا 1 يوليو 2011)، وشغل مناصبًا مساعدة ثم رئيسية في أطرٍ محلية (CS Turnu-Severin، Conpet Ploiești)، أمضى فترة طويلة في أكاديميات نادي هينان جيانيي بالصين (U19/U21)، ثم عاد إلى رومانيا لتولّي قيادة بترولول بلويشتي (08 فبراير 2023 – 09 مارس 2024) قبل تعيينه في نادي فولنتاري (12 مارس 2024 – 05/06/2024 لفترة الأولى؛ عاود التعيين لاحقًا). بيانات المباريات الرسمية متوفرة بدقّة لفترتيه في بترولول وفولنتاري، بينما سجلات الدرجة الأدنى والأكاديميات لا تنشر دائمًا إحصاءات match-by-match مُفصّلة. 

### جدول السجل التدريبي (ملخّص بالنوادي/الفترات)
| الفترة | النادي / الدور                                               | المباريات الرسمية                                       | الفوز | التعادل | الهزيمة | نسبة الفوز (٪) | ملاحظات ومراجع |
| --- | ------------------------------------------------------------ | ------------------------------------------------------- | ----- | ------- | ------- | -------------- | --- |
| 01–11–2011 – 26–11–2011 | CS Turnu-Severin (Caretaker / المدير المؤقّت)                 | 4                                                       | 3     | 0       | 1       | 75.0           | أنيطت به رئاسة الفريق بشكل مؤقّت في نوفمبر 2011؛ سجلات مباريات الدوري تُظهر: 04-11-2011 (CS Turnu-Severin 1–2 Chindia)؛ 12-11-2011 (Mureşul Deva 0–3 Turnu-Severin)؛ 19-11-2011 (Turnu-Severin 3–0 Argeș Pitești)؛ 26-11-2011 (Daco-Getica 1–2 Turnu-Severin). |
| 08/10/2012 – 12/06/2014 | Conpet Ploiești (المدرّب الرئيسي)                             | غير متوفر (الدور: دوري محلي/درجة أدنى)                  | —     | —       | —       | —              | تولّى قيادة Conpet في دوري الدرجة الثالثة/منافسات محلية؛ المصادر الصحفية المحلية تُؤكد التعيين وأدواره التدريبية، لكن قواعد البيانات الكبرى لا تورد جداول match-by-match كاملة لمسابقات الدرجة الثالثة في تلك الفترة.                                          |
| 2016 – 2023 | نادي هينان جيانيي (U19 / U21 — مدير برامج تدريب الناشئين)    | غير متوفر (أكاديمي/بطولات شباب)                         | —     | —       | —       | —              | عمل أكاديمي طويل مع فرق الشباب في نادي هينان جيانيي؛ النشاط أكاديميّ/تنمويّ يندرج خارج إحصاءات فرق الدرجة الأولى الرسمية. تقارير صحفية صينية ووثائق نادي هينان جيانيي تذكر نشاطه.                                                                              |
| 08/02/2023 – 09/03/2024 | FC بترولول بلويشتي (المدير الفني/المدرّب الرئيسي)             | 48                                                      | 16    | 16      | 16      | 33.3           | بحسب بيان رسمي لنادي بترولول، قاد بارفو الفريق في 48 مباراة رسمية (45 في الدوري و3 في كأس رومانيا) محققًا 16 فوزًا، 16 تعادلاً و16 هزيمة؛ المصدر: بيان النادي الرسمي.                                                                                           |
| 12/03/2024 – 05/06/2024 | نادي فولنتاري (المدير الفني/المدرّب الرئيسي — الفتر ة الأولى) | 11                                                      | 3     | 4       | 4       | 27.3           | في الولاية الأولى قاد الفريق في 11 مباراة رسمية؛ سجل 3 انتصارات و4 تعادلات و4 هزائم، مع 16 هدفًا له و15 هدفًا عليه (إحصاءات موسم play-out). المصادر: Transfermarkt (حاسبة المباريات) وتغطيات ProSport/DigiSport الإعلامية.                                     |
| 25/04/2025 – الآن | نادي فولنتاري (تعيين لاحق / عودة)                            | 8 (حتى 2025-04-25 season stats shown على Transfermarkt) | 2     | 0       | 0       | 100.0*         | Transfermarkt يظهر ولايته الحديثة منذ 25 أبريل 2025 مع بدايات الموسم (إحصاءات مبدئية على موقع Transfermarkt قابلة للتحديث). (للاطّلاع على تحديثات يومية استخدم Transfermarkt/الفريق الرسمي).                                                                  |
| ملاحظة: أرقامٌ مختارة أعلاه تستند إلى سجلاتٍ رسمية أو قواعد بيانات متاحة علنًا (Transfermarkt، مواقع الأندية، ProSport/DigiSport)؛ حيث لا تقدم بعض المسابقات المحلية الأدنى أو بطولات الأكاديميات إحصاءات تفصيلية موثوقة match-by-match ضمن قواعد البيانات الدولية، لذلك وُسِّم الحقل بـ«غير متوفر» مع المرجع المناسب. |                                                              |                                                         |       |         |         |                | |

## الإنجازات والألقاب (لاعب ومدرّب)

### ملخّص عام
خلال مسيرته كلاعب، حصد فلورين كريستيان بارفو إنجازًا بارزًا على مستوى الأندية حين كان عضوًا في تشكيلة نادي دينامو بوخارست الفائزة بلقب الدوري الروماني (Divizia A / Liga I) موسم 2001–02، وشارك مع الفريق أيضًا في بطولات الكأس الأوروبية المحلية والمحلية. بعد التحوّل إلى التدريب، سجّل بارفو إنجازًا في سياق تطوير الناشئين خلال عمله في الصين مع أكاديمية نادي هينان جيانيي، حين قاد فريقًا شبابيًا إلى لقبٍ إقليمي داخل مقاطعة هينان — وهو إنجازٌ موثّق رسميًا من قبل الاتحاد الروماني لكرة القدم (FRF). 

### إنجازات اللاعب
| الموسم / السنة | النادي | المسابقة | النتيجة / اللقب | مراجع           |
| -------------- | --- | --- | --- | --------------- |
| 2001–02        | دينامو بوخارست | Divizia A (Liga I) | البطل (الفائز بالبطولة) | [ 141 ] [ 142 ] |
| 2002–03        | دينامو بوخارست | Cupa României (كأس رومانيا) | الفائز بالنسخة 2002–03 | [ 143 ] [ 144 ] |
| ملاحظات        | يعدّ تسجيله كعضو في تشكيلة دينامو الفائزة بلقب الدوري 2001–02 أحد أهمّ إنجازاته كلاعب محترف على المستوى الوطني؛ تفاصيل مشاركاته ومبارياته الموسمية موثّقة في قواعد البيانات الإحصائية. | يعدّ تسجيله كعضو في تشكيلة دينامو الفائزة بلقب الدوري 2001–02 أحد أهمّ إنجازاته كلاعب محترف على المستوى الوطني؛ تفاصيل مشاركاته ومبارياته الموسمية موثّقة في قواعد البيانات الإحصائية. | يعدّ تسجيله كعضو في تشكيلة دينامو الفائزة بلقب الدوري 2001–02 أحد أهمّ إنجازاته كلاعب محترف على المستوى الوطني؛ تفاصيل مشاركاته ومبارياته الموسمية موثّقة في قواعد البيانات الإحصائية. | [ 145 ]         |

### إنجازات المدير الفني / العمل الأكاديمي
| السنة   | الجهة / النادي | المسابقة/الوصف | النتيجة / التعليق | مراجع |                 |
| ------- | --- | --- | --- | --- | --------------- |
| 2016    | (أكاديميات الناشئين، مقاطعة هينان، الصين) | بطولات مقاطعة هينان لفئات الناشئين (سلسلة إقليمية للناشئين) | المركز الأوّل في سلسلة المقاطعة (تأهل إلى المرحلة الوطنية للشباب) — يُعدّ هذا لقبًا إقليميًا مهمًا في إطار نظام مسابقات الناشئين بالصين. | [ 140 ] [ 106 ] |                 |
| ملاحظات | إنجازات بارفو كمدرّب للأندية الأولى في رومانيا (بترولول بلويشتي ونادي فولنتاري) لم تتضمن حتى الآن ألقابًا وطنية كبرى (دوري أو كأس على مستوى الكبار)؛ أهمّ مساهماته التدريبية الموثّقة كانت في تطوير فئات الشباب وتحسين هيكلية التدريب بالنادي الصيني هينان ومن ثم قيادة فرق المستوى الأعلى محليًا (بترولول، فولنتاري) مع تحقيق أهدافٍ مؤقتة لرفع مستوى الفريق أو تثبيته، لكن بدون لقبٍ رسمي في الدرجات العليا حتى تاريخه. | إنجازات بارفو كمدرّب للأندية الأولى في رومانيا (بترولول بلويشتي ونادي فولنتاري) لم تتضمن حتى الآن ألقابًا وطنية كبرى (دوري أو كأس على مستوى الكبار)؛ أهمّ مساهماته التدريبية الموثّقة كانت في تطوير فئات الشباب وتحسين هيكلية التدريب بالنادي الصيني هينان ومن ثم قيادة فرق المستوى الأعلى محليًا (بترولول، فولنتاري) مع تحقيق أهدافٍ مؤقتة لرفع مستوى الفريق أو تثبيته، لكن بدون لقبٍ رسمي في الدرجات العليا حتى تاريخه. | إنجازات بارفو كمدرّب للأندية الأولى في رومانيا (بترولول بلويشتي ونادي فولنتاري) لم تتضمن حتى الآن ألقابًا وطنية كبرى (دوري أو كأس على مستوى الكبار)؛ أهمّ مساهماته التدريبية الموثّقة كانت في تطوير فئات الشباب وتحسين هيكلية التدريب بالنادي الصيني هينان ومن ثم قيادة فرق المستوى الأعلى محليًا (بترولول، فولنتاري) مع تحقيق أهدافٍ مؤقتة لرفع مستوى الفريق أو تثبيته، لكن بدون لقبٍ رسمي في الدرجات العليا حتى تاريخه. | إنجازات بارفو كمدرّب للأندية الأولى في رومانيا (بترولول بلويشتي ونادي فولنتاري) لم تتضمن حتى الآن ألقابًا وطنية كبرى (دوري أو كأس على مستوى الكبار)؛ أهمّ مساهماته التدريبية الموثّقة كانت في تطوير فئات الشباب وتحسين هيكلية التدريب بالنادي الصيني هينان ومن ثم قيادة فرق المستوى الأعلى محليًا (بترولول، فولنتاري) مع تحقيق أهدافٍ مؤقتة لرفع مستوى الفريق أو تثبيته، لكن بدون لقبٍ رسمي في الدرجات العليا حتى تاريخه. | [ 146 ] [ 147 ] |

### جوائز فردية وملاحظات تكريمية
- لا يُسجّل في السجلات الإعلامية والرسمية الجوائز الفردية الكبرى (مثل أفضل لاعب الموسم على مستوى Liga I أو جوائز مماثلة) باسم فلورين بارفو خلال مسيرته الكروية، بحسب قواعد البيانات الصحفية والإحصائية المتاحة؛ أما التكريمات المحلية أو التقديرات الصحفية فوردت على مستوى مقابلات وملفات مهنية (تقدير دورٍ كلاعبٍ ومربٍّ للشباب). [148]

### سياق وتفسير الانجازات
1. قيمة إنجازات اللاعب: الفوز بلقب الدوري الروماني 2001–02 مع دينامو بوخارست يضع بارفو ضمن لاعبي جيلٍ تميّزوا محليًا، وهذا النصر يعدُّ أعلى إنجازٍ جماعي له كلاعب على مستوى الأندية الوطنية. المصادر الإحصائية تعرض مشاركاته الموسمية وتبرِز مساهماته ضمن تشكيلة الفريق في تلك الفترة. 
2. أهمية إنجازات التدريب الأكاديمي في الصين: العمل في نادي هينان جيانيي وقيادة فريق شبابٍ إلى صدارة سلسلة المقاطعة يمثل نجاحًا وظيفيًا ذا وزنٍ في مسار تدريب الناشئين؛ وهو إنجاز موثّق من قبل FRF ومن قبل تقارير إعلامية صينية (Xinhua) تناولت أثر المدربين الأجانب في مسابقات الناشئين بالصين. هذا الانتصار الإقليمي عزّز سمعة بارفو كمدرّب قادر على بناء فرقٍ شابة. 

## إنجازات اللاعب
فيما يلي عرضٌ تفصيلي لمساهمات فلورين كريستيان بارفو كلاعبٍ في الأندية التي مثّلها، مع الإشارة إلى الإنجازات الجماعية البارزة (القاب/نهائيات) والملاحظات الموسمية. الأرقام الأساسية (الظهورَات والأهداف) مأخوذة من قواعد البيانات الاحترافية (RomanianSoccer, Transfermarkt, FootballDatabase) ومذكورة هنا مع المراجع.

### مواسمُ البدايات (1994–2000)
- 1994–1995 — بتروليستول بولديستي[الإنجليزية]: بداية مسيرته الاحترافية بتسجيل مشاركات في مسابقات محلية (11 مباراة وفق أرشيف RomanianSoccer). [152]
- 1995–1996، 1996–1997 — بترولول بلويشتي / نادي هينان جيانيي (زيارة أولى إلى الصين): انتقاله إلى صفوف بترولول وظهوره للمرة الأولى في Liga I (أول ظهور رسمي 23 سبتمبر 1995)، ثم تجربة أوّلية في الصين مع نادي هينان جيانيي (مسجلًا مشاركاتٍ قصيرة؛ سجلات RomanianSoccer تُفصّل التنقّل بين بترولول ونادي هينان جيانيي). [153]

### ذروة الإنتاج والانتقال إلى دينامو (1998–2003)
- 1998–1999 — بترولول بلويشتي: عاد إلى بترولول وسجَّل مستويات ملحوظة. الأرشيف يذكر 16 مباراة و3 أهداف في هذا الموسم. [154]
- 1999–2000 — بترولول بلويشتي: موسمٌ متميز هجوميًا نسبيًا بالنسبة لموقعه (32 مباراة، 7 أهداف) وهو من أعلى مواسمه تسجيلًا للأهداف. [155]
- 2000–2003 — دينامو بوخارست: انضمام بارفو إلى دينامو شكل قفزةً مهنية؛ سجّل مع الفريق مشاركاتٍ موسمية مُتواصلة (حوالي 39 مباراة رسمية بحسب ملخّص Transfermarkt وRomanianSoccer) وشارك مع دينامو في مسابقات أوروبية موسم 2001–02. أهمّ إنجازٍ جماعيّ هنا: لقب الدوري الروماني Divizia A موسم 2001–02، إضافةً إلى كأس رومانيا 2002–03 التي فاز بها الفريق لاحقًا. [156][157][158]

### محطات احترافية قصيرة خارج رومانيا (2003–2007)
- 2003 — الجهراء (الكويت): سجَّلت قواعد البيانات احترافية قصيرة مع الجهراء خلال عام 2003؛ تُظهر FootballDatabase وRomanianSoccer إدراج اسمه في قوائم الفريق لذلك العام (تعدّ تجربة احترافٍ خليجية مهمة لمسيرة اللاعب خارج أوروبا). [159][160]
- 2004 — نادي هينان جيانيي (الصين) — موسم 2004: سجّل في موسم 2004 مع نادي هينان جيانيي (مُدوَّنًا 13 مباراة و4 أهداف في سجلات FootballDatabase / RomanianSoccer)، وهي إحصاءات تُظهر مساهمة هجومية واضحة في تلك المرحلة خارج أوروبا. [161][162]
- 2005–2006 — Stal Alchevsk (أوكرانيا): لعب موسمًا كاملًا في أوكرانيا مع نادي Stal Alchevsk، ووردت إحصاءاتٌ موسمية (23 مباراة، 0 هدف) في سجلات National-Football-Teams وFootballDatabase وRomanianSoccer. [163][164]
- 2006–2007 — AEL Limassol (قبرص): سجّل مشاركاتٍ موسمِيّة مع AEL Limassol (23 مباراة حسب FootballDatabase) في دوري الدرجة الأولى القبرصي موسم 2006–07. [165]

### العودة إلى رومانيا وإنهاء المسيرة (2007–2011)
- 2007–2008 — بترولول بلويشتي / CS Otopeni: عادت فتراتٌ وطنية لبارفو حيث مثّل بترولول ثم Otopeni، مع ظهورٍ واضحٍ في مباريات الدرجة الأولى والثانية بحسب RomanianSoccer. [166]
- 2008–2010 — CS Otopeni: مساهماتٌ مُوسمية في الدرجة الأولى/الثانية (مجموع موسمَي 2008–2010: 54–65 مباراة إجمالاً بحسب قواعد البيانات) قبل الانتقال إلى أنديةِ الدرجة الدنيا التي أنهى معها مسيرته. [167]
- اعتزال رسميّ: تعلَن قواعد البيانات أن اعتزاله الرسمي وقع في 1 يوليو 2011 (Transfermarkt يُدرج نهاية العقد/اعتزال اللاعب في 2011). [168]

### جملة توثيقية ختامية للموسمية
- الملخّص الإحصائي (حسب RomanianSoccer وFootballDatabase وTransfermarkt): إجمالي مبارياته الرسمية ~303 مباراة على مستوى الأندية (مجموعات دوري الدرجة الأولى والثانية والبطولات الأجنبية) وحوالي 25 هدفًا إجماليًا في مسيرته الاحترافية. [169][170]

## الإنجازات الإقليمية والاحتراف الخارجي
هذا القسم يقدّم عرضًا مفصّلاً لخبرات فلورين بارفو الاحترافية خارج رومانيا، مع دلائلٍ موسميةٍ وروابطٍ إلى صفحات الفرق والمواسم أو تقاريرِ المباريات عند توفرها.

### الصين —نادي هينان جيانيي
- الفترات: سجّلت قواعد البيانات وجود بارفو في صفوف نادي هينان جيانيي في مرحلتين أساسيتين: فترة أواخر التسعينيات (1996–1998) وزيارة لاحقة في 2004. السجلات الموسمية تُظهر مشاركته في 2004 بواقع 13 مباراة و4 أهداف في China League One، وهي أحصائية مدعومة في FootballDatabase وRomanianSoccer. [161][171]
- أمثلةُ مبارياتٍ ومراجع مباشرة: صفحات نادي هينان جيانيي الموسمية تُدرِج السجلات العامة للفريق (نتائج المباريات والقوائم) — يمكن استخراج صفحات مبارياتٍ فردية (match pages) من قواعد بيانات الدوري الصيني أو FootballDatabase وFlashscore عند الحاجة لمرجع كل مباراة على حدة. [172]
- أثرٌ تطوّري: أثناء عمله لاحقًا كمدرّب للشباب في Henan (2016–2023) قاد فرقًا شبابية إلى لقبٍ إقليميٍ في مقاطعة هينان، وهو منصوصٌ عليه في تقرير FRF وفي تغطية Xinhua التي تناولت نشاطه التدريبي هناك. [173][106]

### الكويت —نادي الجهراء(قائمة عام 2003)
- الفترة: انتقال احترافي قصير عام 2003 — سجّله RomanianSoccer وFootballDatabase ضمن سجلّاته الخارجية. تُظهر قائمة نادي الجهراء على FootballDatabase اسم اللاعب ضمن تشكيلة موسم 2003–2004. [159][174]
- ملاحظة مصدرية: الدوري الكويتي وأرشيف الأندية في تلك الحقبة لا تنشر دائمًا سجلاً match-by-match متاحًا عالميًا، لذا توثيق وجوده في قوائم الفريق (squad lists) هو المرجع المتاح والمقبول للوجود الاحترافي. [175]

### أوكرانيا — Stal Alchevsk (موسم 2005–2006)
- الفترة والإحصاءات: سجلت قواعد بياناتٍ متعددة (National-Football-Teams; FootballDatabase; FootballSquads; FBref) أن بارفو خاض موسم 2005–06 مع Stal Alchevsk في الدوري الأوكراني (الموسم الكامل: 23 مباراة، 0 هدف وفق السجلات). [176][177]
- أمثلةُ مبارياتٍ مرجعية: صفحات موسم Stal Alchevsk على FBref وقوائم التشكيلة الموسمية على FootballSquads توفّر سجلات مباريات الفريق (نتائج وتعاقب الجولات) التي يمكن الرجوع إليها لمطابقة أيّ مشاركة فردية لِلاعب. [178]

### قبرص — AEL Limassol (2006–2007)
- الفترة والإحصاءات: ألتحق بارفو بـAEL Limassol موسم 2006–07 وسجّل حضورًا منتظمًا على لوائح الفريق (حوالي 23 مباراة وفق FootballDatabase وRomanianSoccer). [179][180]
- دليل المباريات: صفحات نتائج AEL للموسم 2006–07 تُوضّح تواريخ المباريات، منافسي الفريق، وترتيب الدوري العام، ما يتيح استرجاعَ أي مباراةٍ شارك فيها اللاعب للتحقق من التشكيلة والنتيجة. [181]

### تفسير تأثير الاحتراف الخارجي على السيرة المهنية
1. تنويع التجربة التكتيكية: اللعب في بيئاتٍ متباينة (آسيا، الشرق الأوسط، أوروبا الشرقية، وجزر المتوسط) عرّف بارفو على أساليب تدريبية وماركّات تكتيكيّة متعددة، ما بدا واضحًا لاحقًا في منهجه التدريبي (التركيز على تنظيم الوسط والصلابة الدفاعية). 
2. تحسين الملفات المهنية للتوظيف التدريبي: إنجازاتٌ إقليمية كقيادة فريق شباب نادي هينان جيانيي للفوز بمرحلة المقاطعة عزّزت ملفّه الإداريّ مما سهّل عودته لاحقًا إلى أطرٍ تدريبية في رومانيا (تعيين بترولول ثم فولنتاري). 
3. توثيق: بالنسبة للمباريات الفردية في بعض الدوريات (مثل الدوري الصيني القديم أو الكويت في مستهل الألفية)، يتوفّر توثيقٌ رسميّ كقوائم التشكيلة ومُلخّصات الموسم في FootballDatabase وRomanianSoccer. 

## الإرث والتأثير
يُشكّل إرث فلورين كريستيان بارفو امتدادًا متسقًا لمسار مهني انتقل فيه من لاعب وسطٍ دفاعيّ محليّ (مع مشاركاتٍ معتبرة في الدرجة الأولى الرومانيّة وبطولاتٍ أجنبية) إلى مدرّب ومكوّنٍ أكاديميّ دوليّ. يتميّز هذا الإرث بثلاثة محاورٍ رئيسية: (1) مكانته لدى الأندية المحليّة، خاصّةً بترولول بلويشتي؛ (2) أثره العملي في تطوير الفئات الشابّة داخل منظومة نادي هينان جيانيي بالصين؛ و(3) دوره كحلقة وصل بين الخبرة الأوروبية ومنظومات التدريب الآسيوية. هذه المكوّنات تعطيه وزنًا وظيفيًا مهمًا لدى الأندية المتوسطة والأنظمة الأكاديميّة، وإن لم يترجم ذلك بعد إلى سِجلٍّ كبير من الألقاب على مستوى فرق الكبار. 

### الأثر المحلي: صورة لاعبٌ محليٌّ وعودة رمزية لمدرّب
كلاعبٍ محليّ، ارتبط اسم بارفو بمدينةِ بلوييشت ومردُوديّةٍ ملحوظةٍ في بترولول بلويشتي؛ عودته لتدريب ناديه الأم (تعيينٌ رسميّ في 8 فبراير 2023) اعتُبرت خطوة رمزية لدمج خبرة الخارج مع هوية النادي المحليّة، وقد حظيت بتغطيةٍ واسعةٍ في الصحافة الرومانية. خلال ولايته كمدرّبٍ رئيسيّ لِـبترولول قاد الفريق في 48 مباراة رسمية وسجّل توازنًا إحصائيًا (16 فوزًا، 16 تعادلًا، 16 هزيمة) بحسب بيان النادي الرسمي، ما يعكس مرحلةً من الاستقرار النسبِيّ إن لم تكن إنجازًا منافسًا على الألقاب. هذا الرابط بين اللاعب المحليّ والعودة كمدرّب يُشكّل جزءًا مهمًا من إرثه المجتمعيّ داخل بيئة النادي. 

### الإرث التربوي والأكاديمي
تُعتبر تجربة بارفو الطويلة مع أكاديميات نادي هينان جيانيي حجر الزاوية في إرثه كمدرّب مكوّن. سجّل نشاطه في الصين تحقّق لقبٍ إقليميٍّ مع فريق ناشئين ضمن بطولات مقاطعة هينان، وقد غطّت وكالة Xinhua جهوده في تدريب طلاب المدارس ودمج ممارسات من التدريب الأوروبي في البرامج المحلية، كما أورد الاتحاد الروماني لكرة القدم (FRF) إشاراتٍ تقديرية لنجاحاته هناك. أثر هذه التجربة عمليًّا يتمثّل في: (أ) منهجية تدريبٍ منظّم للفئات السنيّة، (ب) قدرته على نقل خبرة اللعب الأوروبية إلى سياقٍ آسيويّ تعليميّ، و(ج) خلق شبكة علاقات مهنية تربط نواديًّا وراغبين في التبادل المعرفي. هذا المسار يعطي بارفو إرثًا مهمًا في حقل تطوير اللاعبين على المدى المتوسط. 

### الإرث باعتباره لاعبًا محترفًا
من زاوية اللاعب، يدخل بارفو قائمة اللاعبين الذين حقّقوا لقب دوري الدرجة الأولى الروماني (Divizia A / Liga I) عندما كان ضمن صفوف دينامو بوخارست الفائزة موسم 2001–02؛ كما خاض مشاركاتٍ قارية (UEFA Cup) ومباريات دولية رسمية مع منتخب رومانيا (ظهوران رسميّان عام 2001). إن الفوز بالبطولة الوطنية والمشاركات القارية يجعلان منه لاعبًا ذا قيمة تاريخية على مستوى جيله داخل الدوري الروماني، وهو جزء واضح من إرثه الرياضي. 

### التأثير التكتيكي والتكويني
كمدرّب يميل إرث بارفو إلى جانبٍ عمليّ تكتيكيّ يركِّز على الصلابة الدفاعية وتنظيم الوسط، مع قدرةٍ على إدماج شبّانٍ تدربوا على يدِه في خطط الفريق الأوّل. الصحافة المحلية رصدت في فترته مع بترولول وفولنتاري توجهًا نحو أنظمةٍ محافظة تقنيًا (مثلاً تفضيله لصيغٍ تشكيلة مثل 5–3–2 في مناسباتٍ عدّة)، وفي المقابل اعتُبرت خبرته الأكاديمية رصيدًا في مجال بناء اللاعبين من الفئات السنيّة. هذا المزيج يجعل إرثه ذا طابعٍ تطبيقيّ ومشروعاتيّ أكثر منه إرثًا تحصليًا بالغِ الثِقَل (كحصد بطولات كبار متكررة)، وهو ما يحدّد نطاق تأثيره في المشهد الكروي الروماني. 

### التقييم الإعلامي والاجتماعي
التغطية الإعلامية للرجل كانت متنوّعة: من ترحابٍ إعلاميّ عند عودته إلى بترولول (تغطيات ProSport وبيانات النادي الرسميّة) إلى نقاشٍ نقديّ عند مواسمٍ شهدت نتائج متباينة مع فولنتاري (تقارير DigiSport وGazeta Sporturilor توضّح الضغوط والمواقف التي واجهها الفريق). بوجه عام، يُصوِّر الإعلام بارفو كشخصٍ عمليٍّ ومكوّنٍ قادرٍ على إدارة المشاريع التدريبية على مستوى الناشئين، مع انتقادات مُعتادة لأي مدربٍ يتبنّى أسلوبًا محافظًا ويواجه تحديات البقاء في دوريٍّ قويّ. 

### حدود الإرث ونقاط القيد
- غياب ألقاب كبار كمدرّب — حتى تاريخ التحديث الحالي (أغسطس 2025) لم يُدوّن لبارفو كمدرّب ألقابًا على مستوى دوري النخبة داخل أوروبا؛ إنجازاته التدريبيّة الأكبر موثّقة ضمن فئات الشباب في الصين وإسهاماته في تثبيت فرق محلية بدرجات مختلفة. [192]
- اعتماد إرثٍ وظيفيّ — إرثه أقرب إلى «أثرٍ مهنيّ وظيفي» (مكوّن أكاديمي ومدرّب فرق متوسّطة) أكثر من كونه إرثًا تحصيليًا من حيث الجوائز والخزائن، ما يقيّد مستوى الاعتراف الشعبي خارج الأطر المتخصصة. [184]

### خاتمة تقييمية
إجمالًا، يمكن قراءة إرث فلورين بارفو على نحوٍ متعدّد الأبعاد: لاعبٌ محليّ حاز لقبًا وشارك دوليًا، ومدرّبٌ أكاديميٌّ متمكّن في سياقات تطوير الناشئين (خاصةً في الصين)، ومدرّب فرق أولى متوسّط النتائج في الدوري الروماني. تدفع هذه الخلاصة إلى اعتبار إرثه ذا قيمة خاصة على مستوى البناء الفني والتكويني وليس بالضرورة على مستوى «التحصيل الجماهيريّ الكبير»؛ وهو إرثٌ قد يتنامى إذا ما حقّق لاحقًا نتائجٍ إدارية أو انتداباتٍ تسمح له بتحويل خبرته الأكاديميّة إلى إنجازات على مستوى فرق الكبار. 

## اقتباسات مباشرة وتصريحات منتخبة

### تصريحات بارزة لفلورين بارفو (نصّ روماني — ترجمة عربية)
- «A fost o despărțire amicală!» — تصريح أدلى به بارفو بعد رحيله عن بترولول، في مقابلة مع DigiSport، عند تعليقه على نهاية علاقته بالنادي وأسباب المغادرة، مؤكِّدًا أن الانفصال تم بالتراضي وأنه يكنّ الاحترام للجماهير والنادي. [194]

- - ترجمة عربية (معبّرة ودقيقة): «كان انفصالًا وديًا!» — وقال بارفو إن قرار الرحيل اتُّخذ بالاتفاق مع إدارة النادي، وأنه يحمل مشاعر تقدير وشكر للجماهير، مع تأكيده على رغبته في الاستمرار بالعمل الجاد. [195]

- «Am marcat un gol mai mult decât adversarul. ... Trebuie să rămânem umili și să muncim mult.» — تعليق لما بعد مباراة قاد فيها فولنتاري، يدلّ على تركيزه على العمل والمنهجية التكتيكية والروح الجماعية عند تحقيق الانتصارات. [196]

- - ترجمة عربية: «سجلنا هدفًا أكثر من الخصم... ينبغي أن نبقى متواضعين وأن نعمل كثيرًا.» [197]

### بيانات ورسائل رسمية من الأندية (اقتباسات قصيرة)
- إعلان نادي فولنتاري عند توقيعه: «Bun venit, Florin Pîrvu!» — صيغة ترحيبية رسمية نشرها النادي في بيان التعيين الذي أُعلن في 12 مارس 2024 (نص الإعلان الرسمي كما نُشر في وسائل الإعلام الموثوقة). [198]

- - ترجمة عربية: «مرحبًا بك، فلورين بارفو!» — صيغة الترحيب الرسمية بمهمته الجديدة في النادي. [199]

- بيان نادي بترولول عند انتهاء ولايته: «Mulțumim, Florin Pîrvu! Mult succes mai departe!» — شكرٌ رسمي نشره نادي بترولول عند رحيله، يتضمن ملخّصًا إحصائيًا لفترته (48 مباراة: 16–16–16). [200]

- - ترجمة عربية: «شكرًا لك يا فلورين بارفو! كلّ التوفيق في المراحل القادمة!» — وجملة البيان تلخّص استقبال الإدارة لجهوده وتوثِّق أرقام ولايته. [201][202]

## مشروعاته الأكاديمية وتطوير الناشئين

### 2011–2015 — الانطلاق والاختبارات المحلية (رومانيا)
- 2011 (CS Turnu-Severin) — بداية المسار التدريبي كمدرّب مساعد ثم مدير مؤقّت؛ اكتسب خبرة عملية في إدارة الفريق الأول والعمل التكتيكي أثناء أزمات البطولة. التوظيف موثّق في قواعد بيانات إدارة المدربين (Transfermarkt) وتغطيات محلية. [203]

- 2012–2014 (Conpet Ploiești) — تولّى تدريبًا رئيسيًّا في مسابقات الدرجة الثالثة، ركّز على تطوير بنية فنية وجلب لاعبين شباب من مرافق النادي المحليّة؛ التعيين مذكور في تقارير ProSport الصحفية الإقليمية. [130]

### 2016–2023 — التجربة الأكاديمية المكثفة في الصين (نادي هينان جيانيي)
- المناصب: عمل طويلًا مع أكاديميات نادي هينان جيانيي (فرق U19 وU21 والفريق الثاني)، في أدوارٍ تدريبية وتنظيمية لبرامج الناشئين، وفقًا لحسابه التدريبي في قواعد البيانات وإعلانات محلية. [132]

- أنشطة محدّدة موثّقة:
- تدريب طلاب مدرسة Zhengzhou No.9 Middle School وقيادة برامج للتنمية الرياضية المدرسية — تقرير Xinhua يصف عمله مع طلاب المدارس وتكييف ممارساتٍ تدريبية من النمط الأوروبي داخل بيئة نادي هينان جيانيي التعليمية. [106]
- فوزٌ ببطولةٍ إقليمية لفئة شبابية داخل مقاطعة هينان (المركز الأوّل في سلسلة المقاطعة)، ما أهل الفريق للمشاركة في مراحلٍ رياضيةٍ على المستوى الوطنيّ للشباب؛ توثيق FRF المحلي والرادار الصحفي الروماني ذكر هذه النتيجة كإنجاز تدريبي له هناك. [151][204]

- ما الذي دلّت عليه هذه التجربة؟
- قدرة على تصميم جُسورٍ تدريبية بين المدارس المحلية وأكاديمية النادي، مما دفع بفرق الناشئين للمشاركة في منافسات أعلى (مركزيّة وطنية أو معسكرات تدريبية دولية كما ذكر تقرير محلي). [205]

### 2023–الآن — العودة الرومانية والتطبيق العملي للمناهج الأكاديمية
- 2023 (بترولول بلويشتي) — عودة لتدريب ناديه الأم مع خطةٍ تضم إدماج لاعبي أكاديمية النادي والتشديد على منهجيات التدريب التي طوّرها في الخارج؛ بيان النادي وتغطيات ProSport توثّقان شرح رؤيته للمشروع. [206][207]

- أهداف تطبيقية:
- ربطُ خطّ الشباب بالأول (pathway) عن طريق تدريباتٍ مشتركة وتقارير تقييمٍ أداء دوريّة؛ إدخال نمطٍ منهجيٍّ للياقة والتكتيك (أسسٌ نقلها من تجاربه الأكاديمية في الصين). [208][209]